# Río Monreal
El río Monreal es un río que discurre por Castilla-La Mancha, España, en concreto por la provincia de Cuenca. Pertenece a la cuenca del río Guadiana y es el principal afluente del río Saona, afluente a su vez del Záncara.

## Curso
El río Monreal nace en el paraje de La Salcedilla, en el término municipal de Tresjuncos, a 837 m de altitud, y desemboca en el río Saona, dentro del término municipal de El Pedernoso, a 706 m de altitud. Tiene una longitud de 31,90 kilómetros y un caudal muy escaso, pasando sobre todo en su tramo final todo el año completamente seco. Su principal afluente es el arroyo del Salobral
Se trata de un río profundamente humanizado desde su nacimiento, y su fértil vega es aprovechada para usos agrícolas. Así, la vegetación de ribera es casi inexistente, y más en los últimos años en los que el río no corre por sus últimos kilómetros de recorrido. 

## Toponimia
El río Monreal debe su nombre a Monreal del Llano, municipio en cuyo término, y al lado del río, se encuentra el yacimiento iberorromano de La Torrecilla, que fue precisamente el origen del pueblo de Monreal. Sin embargo, desde su nacimiento y hasta las cercanías de Osa de la Vega, el río es llamado río Toconar, debido a un paraje llamado así en las cercanías de su nacimiento en Tresjuncos.